# Médaille Raymond-Blais
 (mars 2023).
Au Canada, le prix Jeunes diplômés est attribué par l’Association des diplômés de l’Université Laval à un certain nombre de ses membres et souligne l’émergence de jeunes diplômés dans leur domaine d’activité. Cette distinction leur est conférée en reconnaissance de leur façon remarquable de s’illustrer dans leur jeune carrière et de faire ainsi rayonner leur alma mater. Les récipiendaires se voient remettre la médaille Raymond-Blais.

## Récipiendaires
- 1987 - Charles Sirois
- 1988 - Pierre Harvey
- 1989 - Marie Laberge
- 1990 - Louis Garneau
- 1991 - Agnès Jarnuszkiewicz
- 1992 - Bernard Labadie
- 1993 - Lyne Fortin
- 1994 - François Taschereau
- 1995 - Hélène Desputeaux
- 1996 - Éric Dupont
- 1997 - Marie-France Poulin
- 1998 - Louis Têtu
- 1999 - Martin Bigonesse
- 2000 - Stanley Péan
- 2001 - Marie-Chantal Croft, Éric Pelletier
- 2002 - Annie Bellavance
- 2003 - Jacques Marchand
- 2004 - Aucune remise
- 2005 - Marc Boutet, Marie-Josée Garneau, Hélène Guillemette, Frédéric Picard
- 2006 - Héloïse Côté, Simon Côté, Benedict Mulroney, Marc-André Soucy
- 2007 - Julie Couture, Steve Couture, Caroline Rhéaume, Pierre-Luc Simard
- 2008 - Pascale Fournier, David Jacques, Jean-François Paquin, Catherine Paradis-Bleau
- 2009 - Steve Morency, Jean-François Morin, François Payeur, Marie-Pier St-Hilaire
- 2010 - Nicolas Dubé, Guillaume Lavoie, Charles Millard, Sarah-Ève Pelletier
- 2011 - Olivier Bourgeois, Charles Crevier, Valérie Gosselin, Luc Langevin
- 2012 - Mélanie Carrier, Sophie Chavanel, Robert Gauvin, Sébastien Leboeuf
- 2013 - Stéphanie Chrétien Harvey, Pierre-André Dubé, Philippe Huot, Alex Morissette
- 2014 - Claude Bordeleau, Emilie Chamard, Tristan Desjardins, Michelle Khalil, François Lallier-Couture, Frédérick Lavoie
- 2015 - Vincent Bergeron, Guillaume Brière-Giroux, David Brulotte, Marie-Maude Denis, Andrée-Anne Hallé, Guillaume Mercier
- 2016-2017 - Valérie Doran-Plante, Simon Kind, David Poulin Darveau, William St-Michel
- 2018 - Hubert Cormier, Lara Emond, Étienne Langlois, François-Thomas Michaud
- 2019 - Vanessa Grondin, Erick Rivard, Simon Rondeau-Gagné, Laurent Turcot
- 2020 - Cérémonie annulée en raison de la crise sanitaire liée à la Covid-19
- 2021 - Nicolas Bégin, Dominic Gagnon, Véronic Landry, Éloïse Plamondon-Pagé